# 阿氏裸背電鰻
阿氏裸背電鰻，為輻鰭魚綱電鰻目裸背電鰻科的其中一種，為熱帶淡水魚，分布於南美洲哥倫比亞馬格達萊納河流域，棲息在有沉積物、氾濫森林的底中層水域，生活習性不明。

## 扩展阅读
維基物種上的相關：阿氏裸背電鰻